# Małgorzata Wassermann
Małgorzata Ewa Wassermann (ur. 16 marca 1978 w Krakowie) – polska prawniczka i polityk, adwokat, posłanka na Sejm VIII, IX i X kadencji.

## Życiorys
Jest córką Zbigniewa Wassermanna i jego żony Haliny. Ma siostrę Agatę i brata Wojciecha. Ukończyła studia prawnicze na Wydziale Prawa i Administracji Uniwersytetu Jagiellońskiego, po których odbyła aplikację adwokacką. Po uzyskaniu uprawnień zawodowych rozpoczęła praktykę w zawodzie adwokata w ramach prywatnej kancelarii adwokackiej w Krakowie.
Po śmierci ojca w katastrofie polskiego Tu-154 w Smoleńsku publicznie kwestionowała ustalenia prowadzonego w sprawie katastrofy śledztwa, uczestniczyła w tzw. konferencjach smoleńskich, brała również udział w filmach dokumentalnych Lista pasażerów i W milczeniu. Jest współautorką książek Zamach na prawdę – wydanej w formie przeprowadzonego przez Bogdana Rymanowskiego wywiadu (Wydawnictwo M, Kraków 2015) – oraz Repolonizacja Polski (Biały Kruk, Kraków 2016).
Współpracowała z klubem parlamentarnym Prawa i Sprawiedliwości. W wyborach parlamentarnych w 2015 wystartowała do Sejmu jako bezpartyjna kandydatka z pierwszego miejsca na liście tego ugrupowania w okręgu krakowskim. Została wybrana na posłankę VIII kadencji, otrzymując 81 379 głosów, co było najlepszym indywidualnym rezultatem w tym okręgu i piątym najwyższym wynikiem w kraju.
16 listopada 2015 została zastępcą przewodniczącego Komisji Sprawiedliwości i Praw Człowieka, a 22 lipca 2016 przewodniczącą Komisji Śledczej do zbadania prawidłowości i legalności działań organów i instytucji publicznych wobec podmiotów wchodzących w skład Grupy Amber Gold.
W kwietniu 2018 Jarosław Kaczyński ogłosił Małgorzatę Wassermann oficjalną kandydatką Prawa i Sprawiedliwości na urząd prezydenta Krakowa w zaplanowanych na ten sam rok wyborach samorządowych, podczas których uzyskała 38,06% głosów w drugiej turze, przegrywając z Jackiem Majchrowskim.
W wyborach w 2019 i 2023 z powodzeniem ubiegała się o poselską reelekcję z pierwszego miejsca listy Prawa i Sprawiedliwości w tym samym okręgu. Wybierana wówczas do Sejmu IX i X kadencji, otrzymując odpowiednio 140 692 głosy oraz 125 786 głosów (w obu przypadkach ponownie najlepszy wynik w okręgu).

## Wyniki wyborcze
| Wybory | Komitet wyborczy         | Komitet wyborczy         | Organ              | Okręg | Wynik           |
| ------ | ------------------------ | ------------------------ | ------------------ | ----- | --------------- |
| 2015   |                          | Prawo i Sprawiedliwość   | Sejm VIII kadencji | nr 13 | 81 379 (14,99%) |
| 2018   | Prezydent Miasta Krakowa | Prezydent Miasta Krakowa | 107 696 (31,88%)   |       |                 |
| 2018   | Prezydent Miasta Krakowa | Prezydent Miasta Krakowa | 121 083 (38,06%)   |       |                 |
| 2019   | Sejm IX kadencji         | nr 13                    | 140 692 (21,67%)   |       |                 |
| 2023   | Sejm X kadencji          | nr 13                    | 125 786 (16,60%)   |       |                 |